# Tino Milde
Tino Milde (* 22. Juni 1972) ist ein ehemaliger deutscher Fußballspieler.

## Karriere
Milde spielte für die SG Wattenscheid 09 insgesamt sechs Spiele in der 2. Bundesliga. Insgesamt spielte er viermal im DFB-Pokal.
In der Regionalliga 2001/02 belegte er mit 18 Toren Platz drei der Torschützenliste für den SC Verl.